# شارلوت غور
شارلوت غور (بالإنجليزية: Charlotte Gurr) هي لاعبة كرة قدم بريطانية، ولدت في 16 أغسطس 1989 في شفيلد في المملكة المتحدة. لعبت مع نادي أرسنال للسيدات.